# Vedran Morović
Vedran Morović (Zara, 1º luglio 1983) è un ex cestista croato.

## Palmarès
- Campionato croato: 1

Cibona Zagabria: 2006-07
- Campionato bosniaco: 1

Široki: 2010-11
- Coppa di Bosnia ed Erzegovina: 1

Široki: 2011
- Supercoppa slovena: 1

Union Olimpija: 2005